# Reinsberg (Gemeinde Weitensfeld im Gurktal)
Reinsberg ist eine Ortschaft in der Gemeinde Weitensfeld im Gurktal im Bezirk St. Veit an der Glan in Kärnten. Die Ortschaft hat 14 Einwohner (Stand 1. Jänner 2024).

## Lage

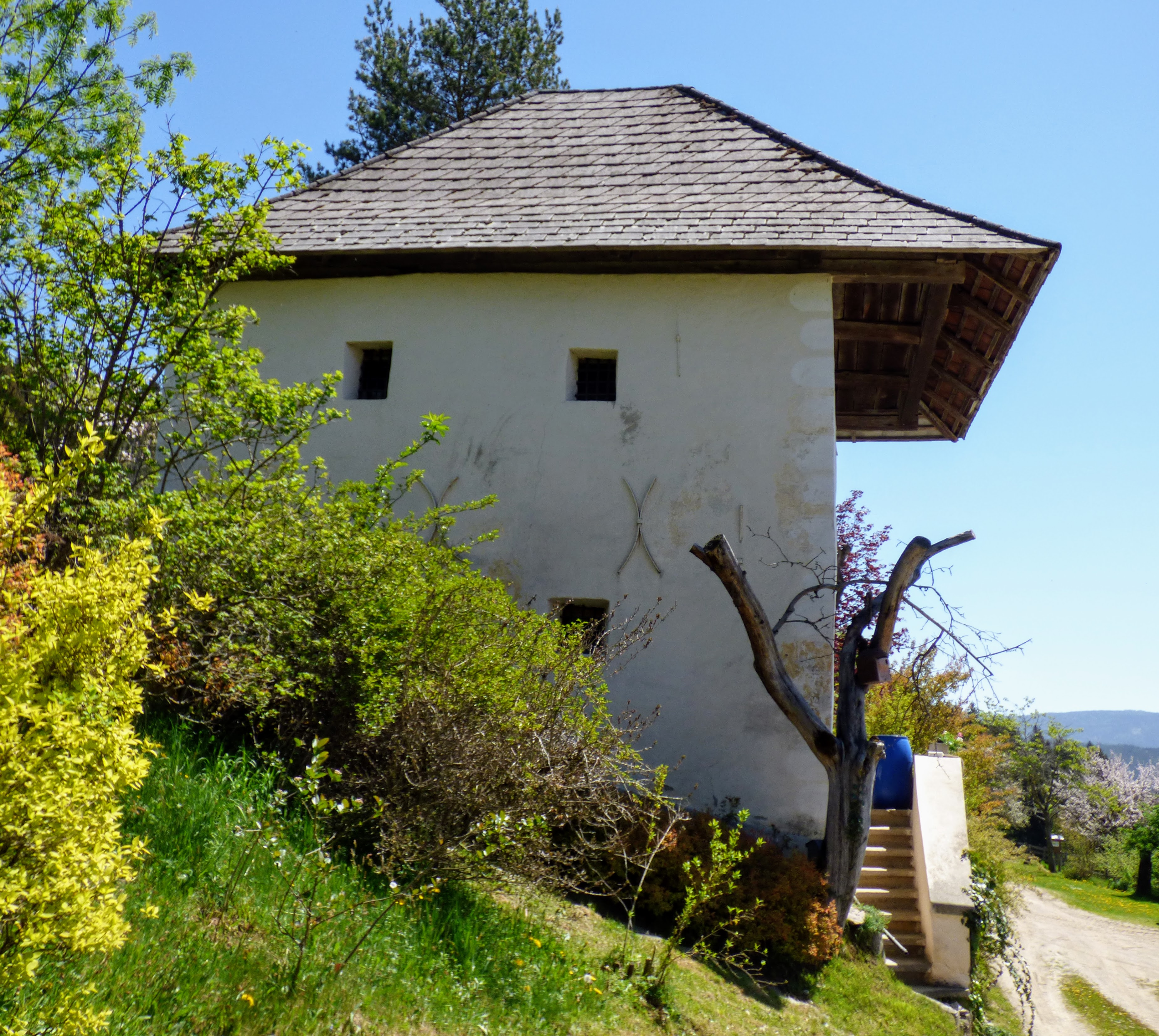
Mauerspeicher Malmögger

Reinsberg liegt linksseitig im Gurktal, auf dem Gebiet der Katastralgemeinde Altenmarkt, auf dem Höhenrücken, der nördlich der Ortschaft Altenmarkt zwischen dem Tal des Mödringbach im Westen und dem Eisankgraben im Osten liegt und vom Strutzbachl entwässert wird.
Zur Ortschaft gehören die Höfe Passegger (Nr. 1), Meitnegger (Nr. 2), Dörfler-Hube (Nr. 6), Malmögger-Hube (Nr. 7), ein Haus ohne Vulgonamen (Nr. 9) und Felder. Grabenbauer (nordwestlich vom Malmögger), Mauker (bei Dörfler), Aspelder (östlich von Nr. 9) und Meitnigkeusche (rechts über dem Eisankgraben) existieren alle nicht mehr.

## Geschichte
1169 wird Reinperc genannt.
Bei Gründung der Ortsgemeinden Mitte des 19. Jahrhunderts kam Reinsberg an die Gemeinde Weitensfeld.
Bei der Kärntner Gemeindestrukturreform von 1973 kam Reinsberg an die damals neu errichtete Gemeinde Weitensfeld-Flattnitz, bei deren Auflösung 1991 wieder zur Gemeinde Weitensfeld im Gurktal.

## Bevölkerungsentwicklung
Für die Ortschaft ermittelte man folgende Einwohnerzahlen:
- 1869: 9 Häuser, 85 Einwohner[3]
- 1880: 7 Häuser, 79 Einwohner[4]
- 1890: 9 Häuser, 82 Einwohner[5]
- 1900: 8 Häuser, 84 Einwohner[6]
- 1910: 8 Häuser, 85 Einwohner[7]
- 1923: 8 Häuser, 72 Einwohner[8]
- 1934: 103 Einwohner[9]
- 1961: 7 Häuser, 49 Einwohner[10]
- 2001: 4 Gebäude (davon 3 mit Hauptwohnsitz) mit 4 Wohnungen; 18 Einwohner und 3 Nebenwohnsitzfälle; 3 Haushalte; 0 Arbeitsstätten, 4 land- und forstwirtschaftliche Betriebe[11]
- 2011: 4 Gebäude, 17 Einwohner, 4 Haushalte, 1 Arbeitsstätte[12]
- 2021: 4 Gebäude, 14 Einwohner, 4 Haushalte, 5 Arbeitsstätten[13]